# Pepe Cuenca
José Fernando Cuenca Jiménez, más conocido como Pepe Cuenca (Granada, 17 de marzo de 1987), es un ajedrecista español.
Con 19 años consiguió su título de Maestro Internacional de la FIDE en el Abierto Internacional de Motril de diciembre de 2006 y en 2015 el de Gran Maestro Internacional. En marzo de 2022 tuvo su mayor Elo: 2558 puntos.
No obstante, su gran popularidad se basa en su trabajo como comentarista de la plataforma chess24.com con lo que junto a su compañero David Martínez (Divis) han revolucionado la retransmisión del ajedrez.

## Biografía
Comenzó a sobresalir en los campeonatos por edades siendo campeón juvenil de ajedrez de España en varias ocasiones: en 2003 campeón sub-16 en Mondariz y en 2005 campeón sub-18 en Mondariz.
Participó en cuatro Mundiales por edades quedando en los cuatro entre la posición 30 y 40 (Sub-12 Oropesa 1999, sub-14 Oropesa 2001, sub-16 Halkidiki 2003 y sub-18 Belfort 2005).[cita requerida]
Ha sido campeón absoluto de Andalucía del año 2005, y en los campeonatos por edades ha sido campeón de Andalucía en las categorías sub-12 en 1999, en sub-14 en 2000 y 2001, en sub-16 en 2002 y 2003, en sub-18 en 2000 y 2005. también ganó la Copa de Andalucía sub-16 en 2000.
Campeón de España de Selecciones Autonómicas en 2001, representando la Federación Andaluza de Ajedrez. Subcampeón de Andalucía por Equipos de División de Honor en 2005 con el equipo del Club de Ajedrez Caja Granada.
Con 19 años consiguió su título de MI (Maestro Internacional de la FIDE) y en 2015 el de GM (Gran Maestro Internacional), al conseguir su última norma en la Bundesliga alemana. En marzo de 2022 alcanzó su mayor nivel Elo (2558 puntos).
En 2018 quedó subcampeón de España absoluto en Linares (Jaén) y en 2019 octavo de España absoluto, siendo ambos finales de campeonato trágicos para el granadino al encontrarse líder antes de la última ronda.
Como entrenador, Pepe cuenta con el título de FIDE Trainer.
Fue campeón del Open Internacional de la Roda en 2011. Pepe Cuenca ha participado en las siguientes ligas europeas: española, alemana, francesa, italiana, inglesa, sueca, danesa y portuguesa.
En septiembre de 2020 se proclamó campeón de España por equipos de División de Honor con el Club de Ajedrez Silla - Bosch Serinsys (Comunidad Valenciana) en Linares (Jaén).

## Carrera académica
Pepe Cuenca es ingeniero de Caminos, Canales y Puertos por la Universidad de Granada (2005-2010). Su proyecto fin de carrera fue de investigación, y tuvo bastante impacto al fabricar un nuevo tipo de hormigón más efectivo y barato a partir de cenizas procedentes de la combustión de biomasa de olivo. Este trabajo fue publicado en la revista “Construction and Building Materials” en 2013 y cuenta con 88 citas.
Tras terminar la carrera, José Cuenca obtuvo diversas becas para estudiar una maestría, algunas como deportista en los Estados Unidos. Finalmente decidió aceptar una Beca Erasmus Mundus para estudiar el Master “MSc Mathmods”: Mathematical Modelling in Engineering: Theory, Numeric, Applications, de 2011 a 2013, graduándose por las Universidades de L´Aquila (Italia), Hamburgo (Alemania) y Gdansk (Polonia).
Escribió su tesis de Master en el “Institute for Computational Physics” de Stuttgart (Alemania) con el siguiente título: “Molecular dynamics coupled to a thermal lattice Boltzmann code in order to model particle agglomeration in flow”.
En 2013, Pepe fue contratado como Investigador en la Facultad de Matemáticas de la Universidad de Hamburgo en Alemania, donde en 2017 completó su doctorado o PhD en matemática aplicada, titulado PhD in applied mathematics to engineering and Ultrasonic NDT: Persistent and Tangential homology for defect classification in Time of Flight Diffraction (TOFD).

## Comentarista profesional de ajedrez
A finales de 2013 Pepe Cuenca entró a trabajar en la web de ajedrez chess24.com. Junto a su colega el IM David Martínez, revolucionan el mundo de las transmisiones de ajedrez, dándole un aire desenfadado y divertido, atrayendo a nuevas personas al mundo de las sesenta y cuatro casillas. Ha sido comparado por su estilo con el narrador de baloncesto Andrés Montes y con el streamer Ibai Llanos. Ha sido comentarista oficial de los mejores torneos del mundo. Actualmente, Pepe Cuenca combina la competición con las transmisiones. Además, ha recorrido Europa y Latinoamérica promoviendo el ajedrez, a través de exhibiciones, charlas y otros eventos.

## Obra

### Publicaciones académicas
- Cuenca, J. F., & Iske, A. (2016). Persistent homology for defect detection in non-destructive evaluation of materials. The e-Journal of Nondestructive Testing, 21(01). ISSN 1435-4934.
- Cuenca, J. F., Iske, A., Labud, P. A., & Nemitz, O. (2016). Tangential Homology for Defect Detection in the Time of Flight Diffraction Method (TOFD). Proceedings in Applied Mathematics and Mechanics.
- Cuenca, J. F., & Iske, A. (2016). Persistent Homology for Defect Detection in Non-Destructive Evaluation of Materials. Hamburger Beiträge.
- Cuenca, J. F. (2013). Particle agglomeration in flow modelled with molecular dynamics coupled to a thermal Lattice Boltzmann code. TASK QUARTERLY, 17(3-4), 181-213.
- J. Cuenca, J. Rodríguez, M. Martín-Morales, Z. Sánchez-Roldán, M. Zamorano (2013) "Effects of olive residue biomass fly ash as filler in self-compacting concrete". Construction and Building Materials, 40: 702-709.
- M.Martín-Morales, J.Cuenca, P.López; “Characterization of the biomass ashes- Application in Mortars” in Spanish national congress of civil engineering: Society, Economy and Environment (2011) -. Publication number: ISBN: 978-84-380-0452-4.
- Martin-Morales, M., Cuenca, J., Lopez, P., Rodriguez, J., Zamorano, M., & Valverde, P. I. (2011, October). Self-compacting concrete with biomass fly ash: Preliminary results. In Proceeding of the Thirteenth International Waste Management and Landfill Symposium, Cagliari, Italy (pp. 3-7).